# Henry B. Goodwin

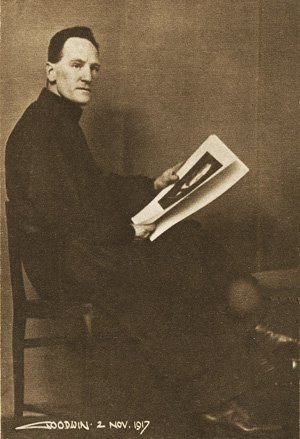
Henry B. Goodwin.

Henry Buergel Goodwin, eigenlijk Heinrich Karl Hugo Bürgel (München, 20 februari 1878 – Stockholm, 11 september 1931) was een Zweeds fotograaf van Duitse herkomst.

## Leven en werk
Goodwin werd geboren als zoon van een landschapschilder. Hij studeerde Noordse talen aan de Universiteit van Leipzig en studeerde in 1903 af op het IJslandse manuscript Konungsannáll. Annales Islandorum Regii. Tijdens zijn studie leerde hij fotograferen in het atelier van Nicola Perscheid.
In 1903 huwde Goodwin Hildegard Gassner, waarna ze naar het Zweedse Uppsala verhuisden, alwaar hij Noordse talen ging doceren aan de Universiteit. Op dat moment veranderde hij ook zijn naam. In 1909 scheidde hij van Hildegard, die met hun drie kinderen terug naar Duitsland ging, en hertrouwde met de onderwijzeres Ida Helander.
Vanaf 1909 legde Goodwin zich ook steeds meer toe op de fotografie en werd bekend als Zwedens eerste kunstfotograaf. Hij experimenteerde met pigmentfotografie en wordt beschouwd als de belangrijkste Zweedse exponent van het picturalisme. Ook maakte hij naam als portretfotograaf en fotografeerde vooraanstaande Zweedse persoonlijkheden als Greta Garbo en Selma Lagerlöf. Goodwin maakte meerdere reizen naar het buitenland en exposeerde met veel succes op internationale tentoonstellingen. In 1916 opende hij zijn eigen studio in Stockholm'. Hij overleed in 1931.

## Galerij

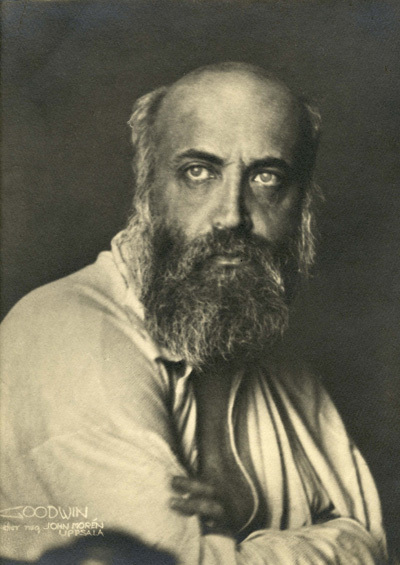
Schrijver Gustaf Fröding (1860-1911)
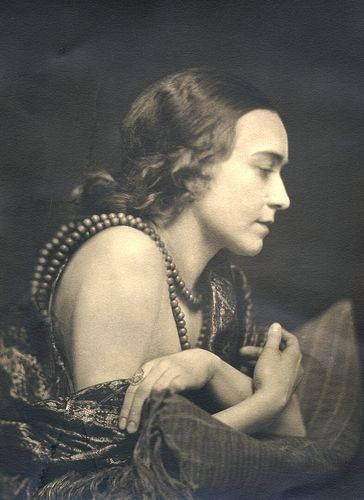
Prima Ballerina Jenny Hasselquist (1874-1978)
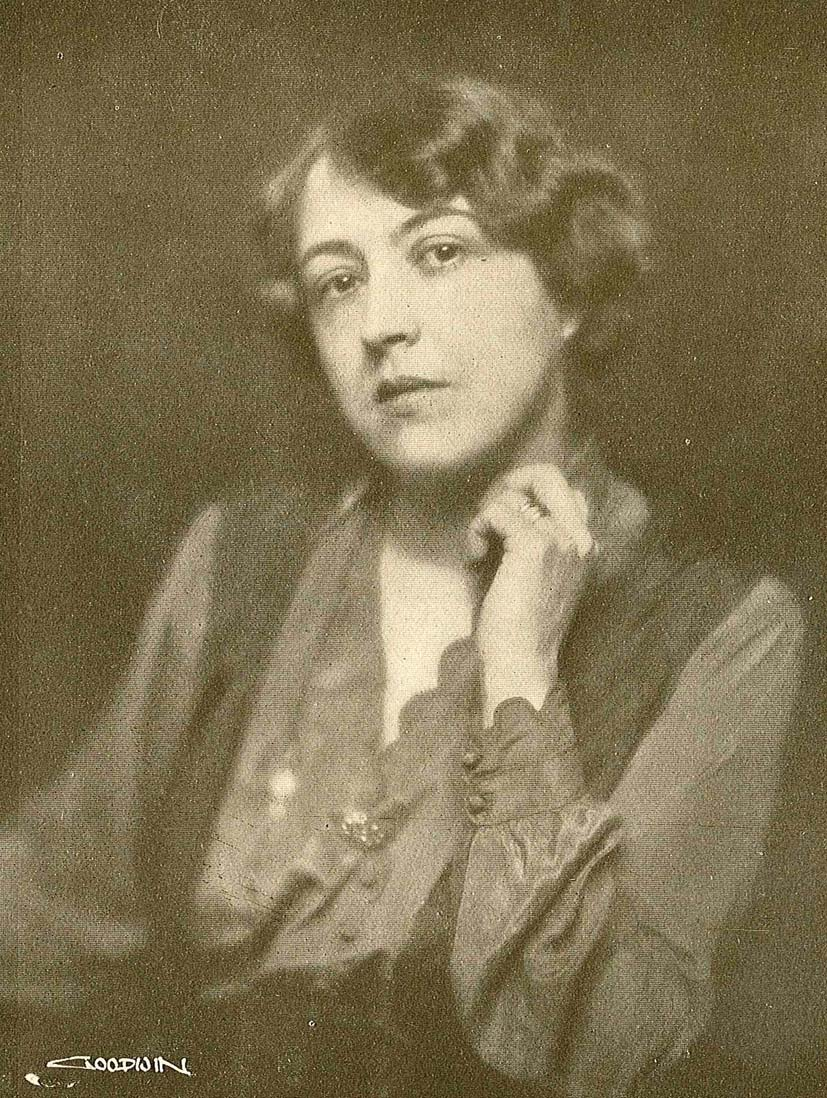
Schrijfster Marika Stiernstedt (1875-1954), 1916
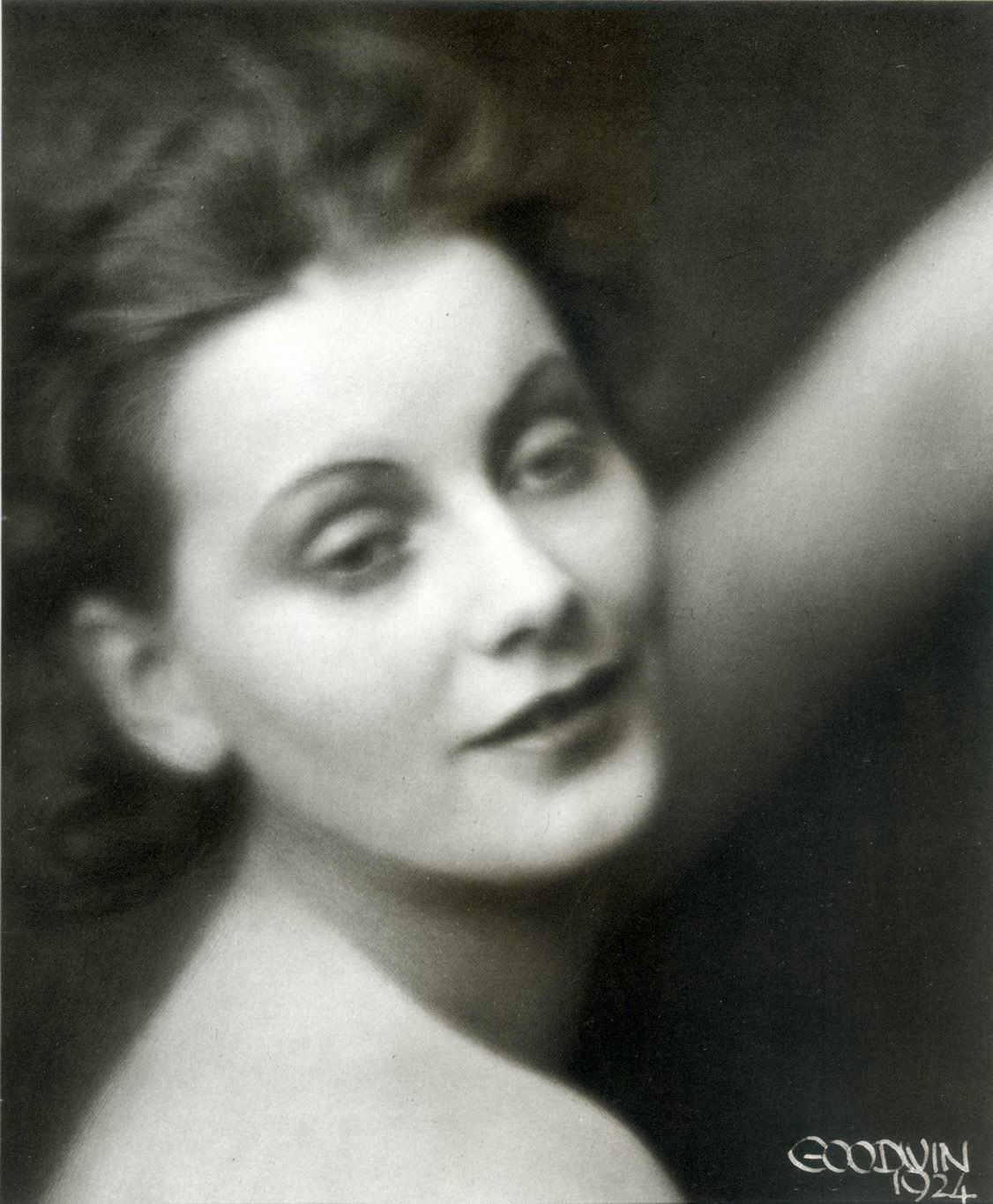
Actrice Greta Garbo, 1924
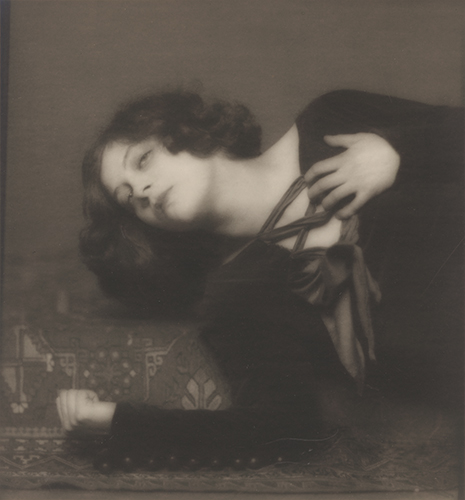
Greta Garbo, 1920
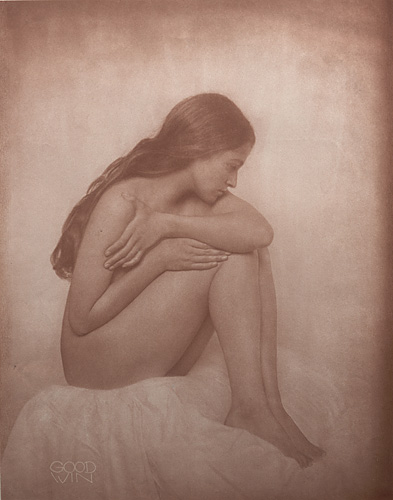
Detta ar fran
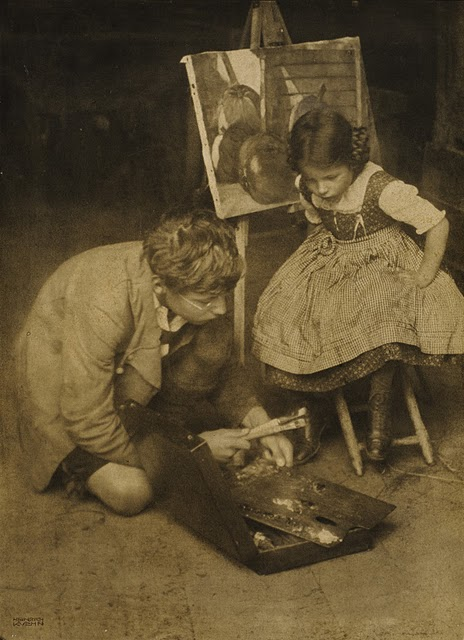
Walther and Lottie at the easel, 1909
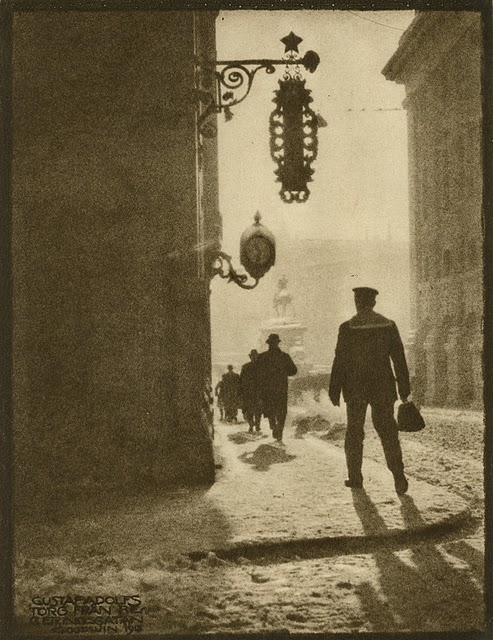
Gustav Adolf’s Market Seen from Regerings Street, 1916
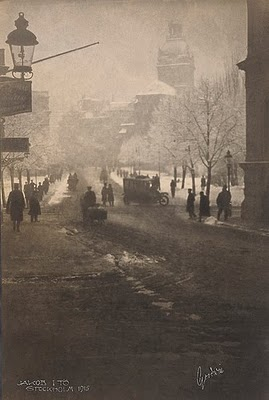
Stockholm, 1915
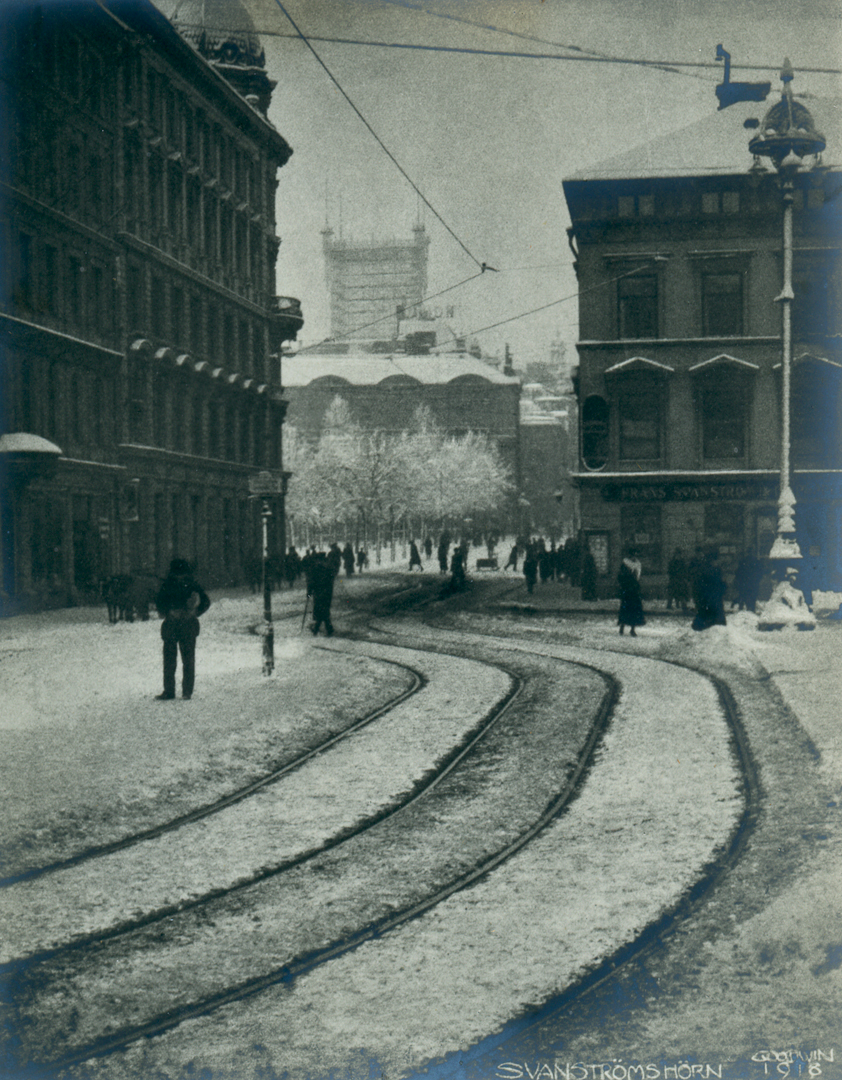
Norrmalmstorg Central Stockholm, 1918
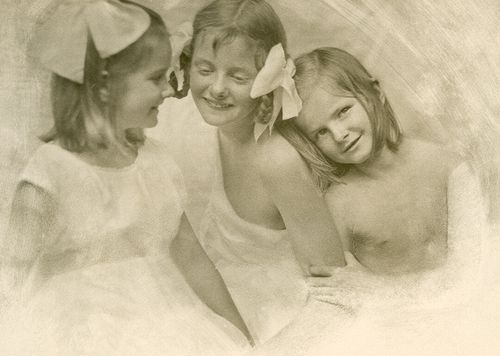
Bernsten sisters
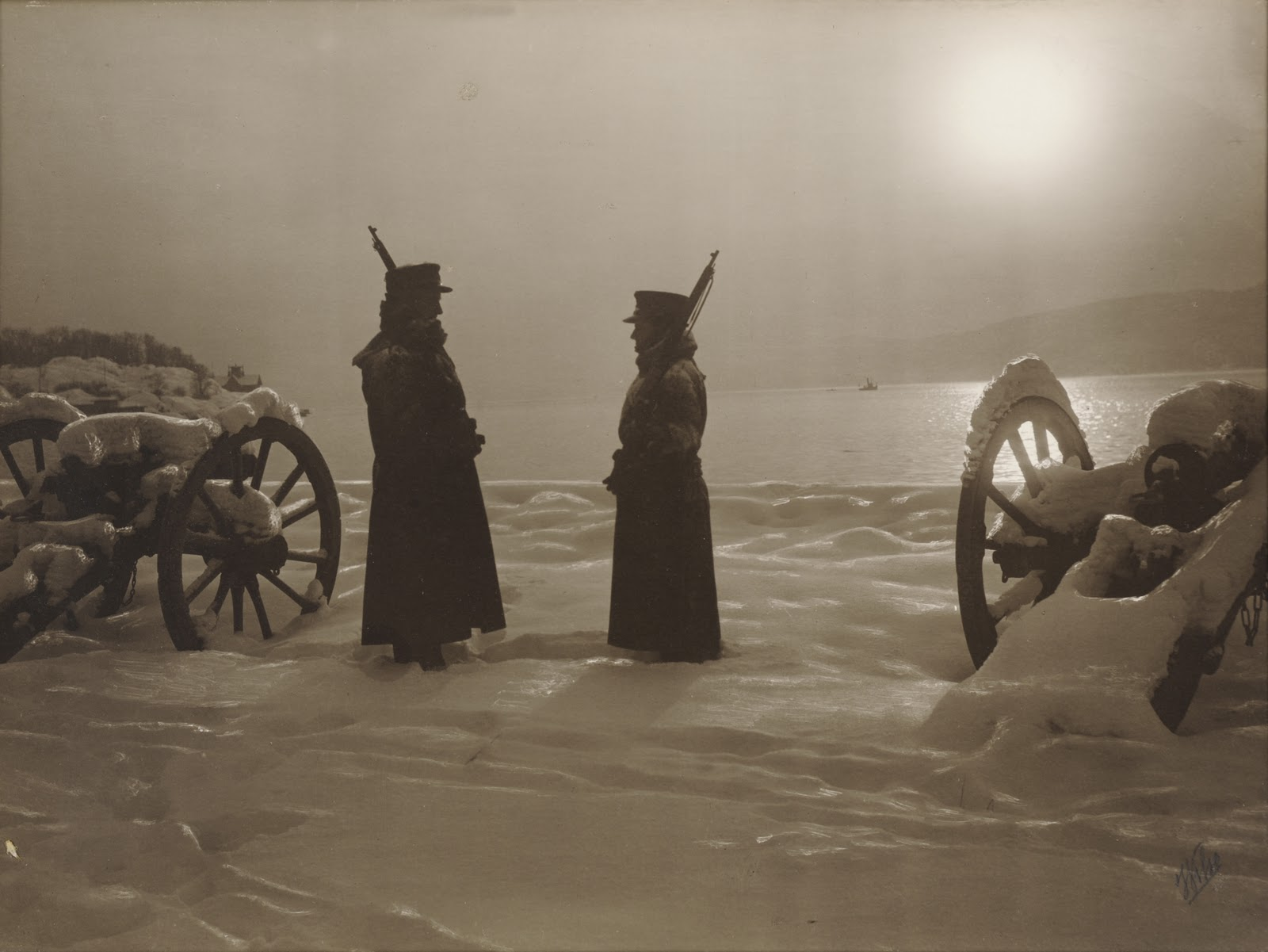
Dr. Morterud Changing Guard, 1915
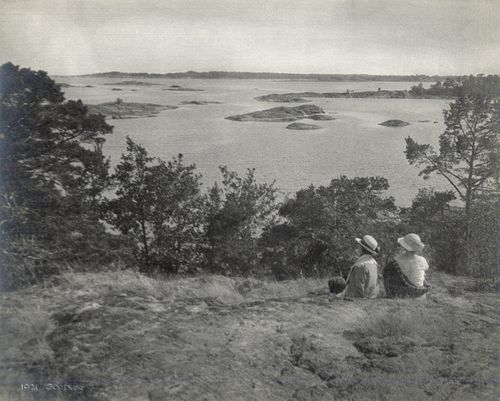
Fran brandvarvet
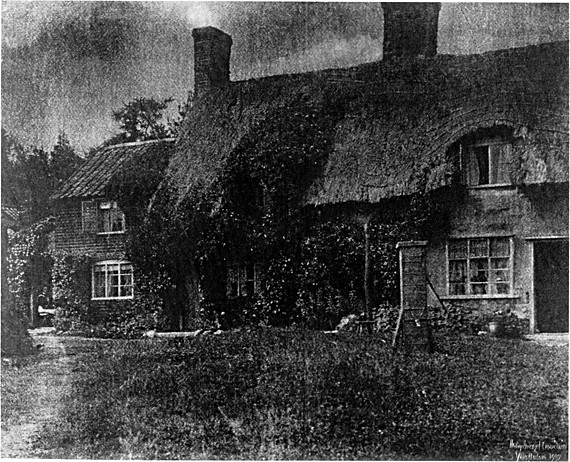
Westleton. England 1910, pigmentfoto
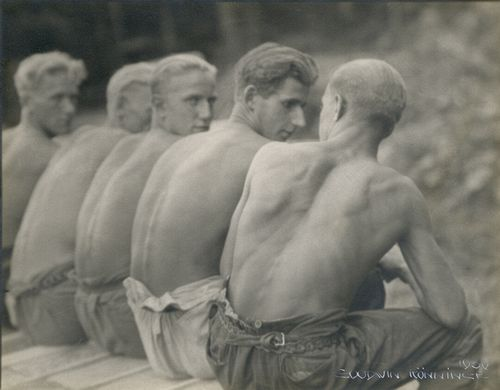
Garden worker at Erik Läck's green house, 1930